# 云南三花杜鹃
云南三花杜鹃（学名：Rhododendron triflorum sp. multiflorum）为杜鹃花科杜鹃花属下的一个亚种。